# Atmosfera terrestre

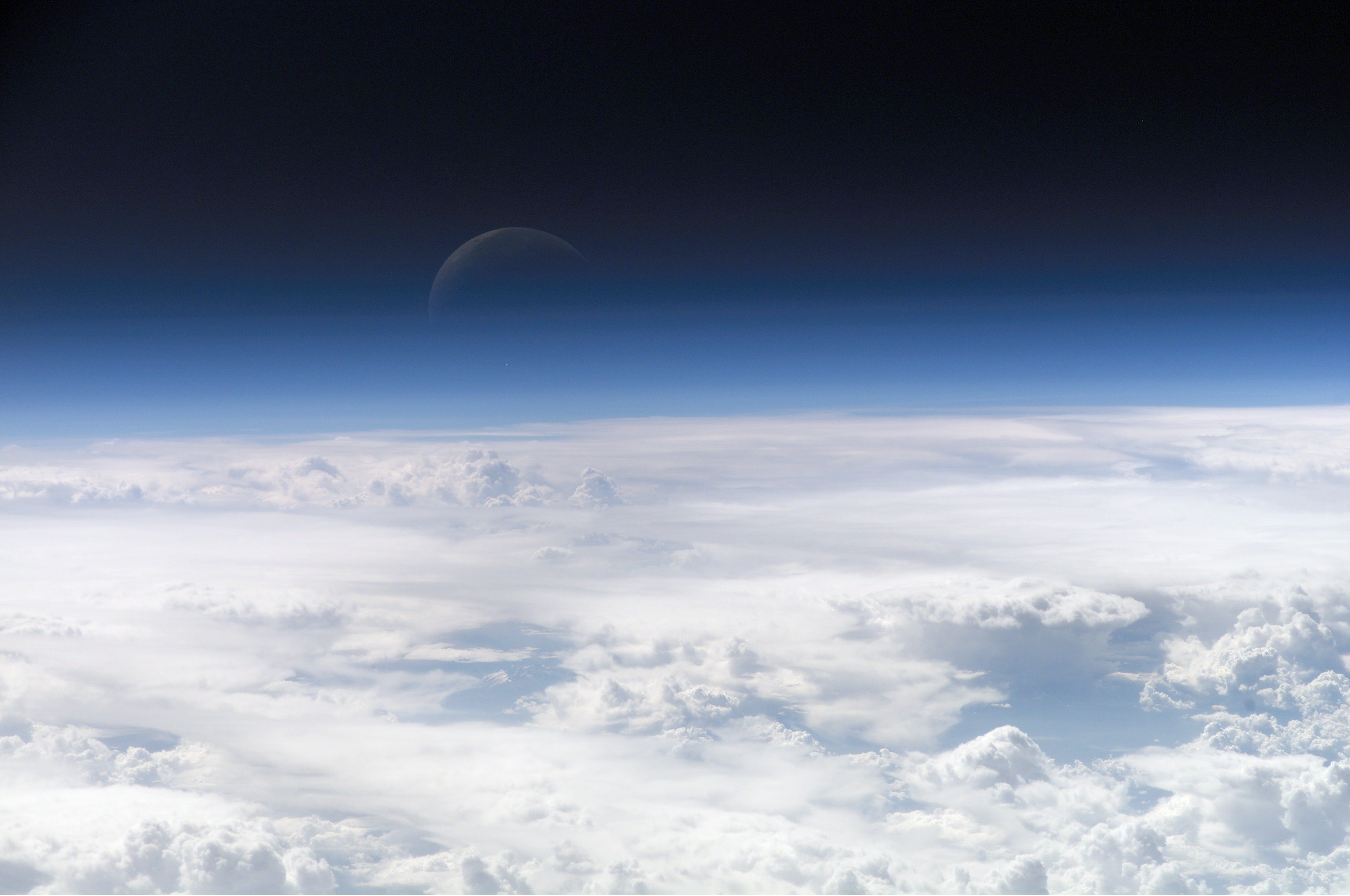
L'atmosfera terrestre vista dalla Stazione spaziale internazionale. Sullo sfondo è visibile la Luna

L'atmosfera terrestre è l'involucro di gas che riveste il pianeta Terra, trattenuto sia dalla forza di gravità che dal campo magnetico (contrasta il vento solare che altrimenti la spazzerebbe via) partecipando in massima parte alla sua rotazione. Con una composizione chimica che varia in base alla quota e alla localizzazione, possiede una struttura piuttosto complessa e suddivisa in cinque strati, chiamati sfere, definite in base all'inversione del suo gradiente termico verticale. Partendo dal basso, queste sfere sono troposfera, stratosfera, mesosfera, termosfera ed esosfera, mentre la superficie di discontinuità tra due strati dove ha luogo l'inversione del segno viene detta "pausa". Lo studio dell'atmosfera in tutti i suoi aspetti rientra nel vasto ambito e discipline delle scienze dell'atmosfera.

## Descrizione

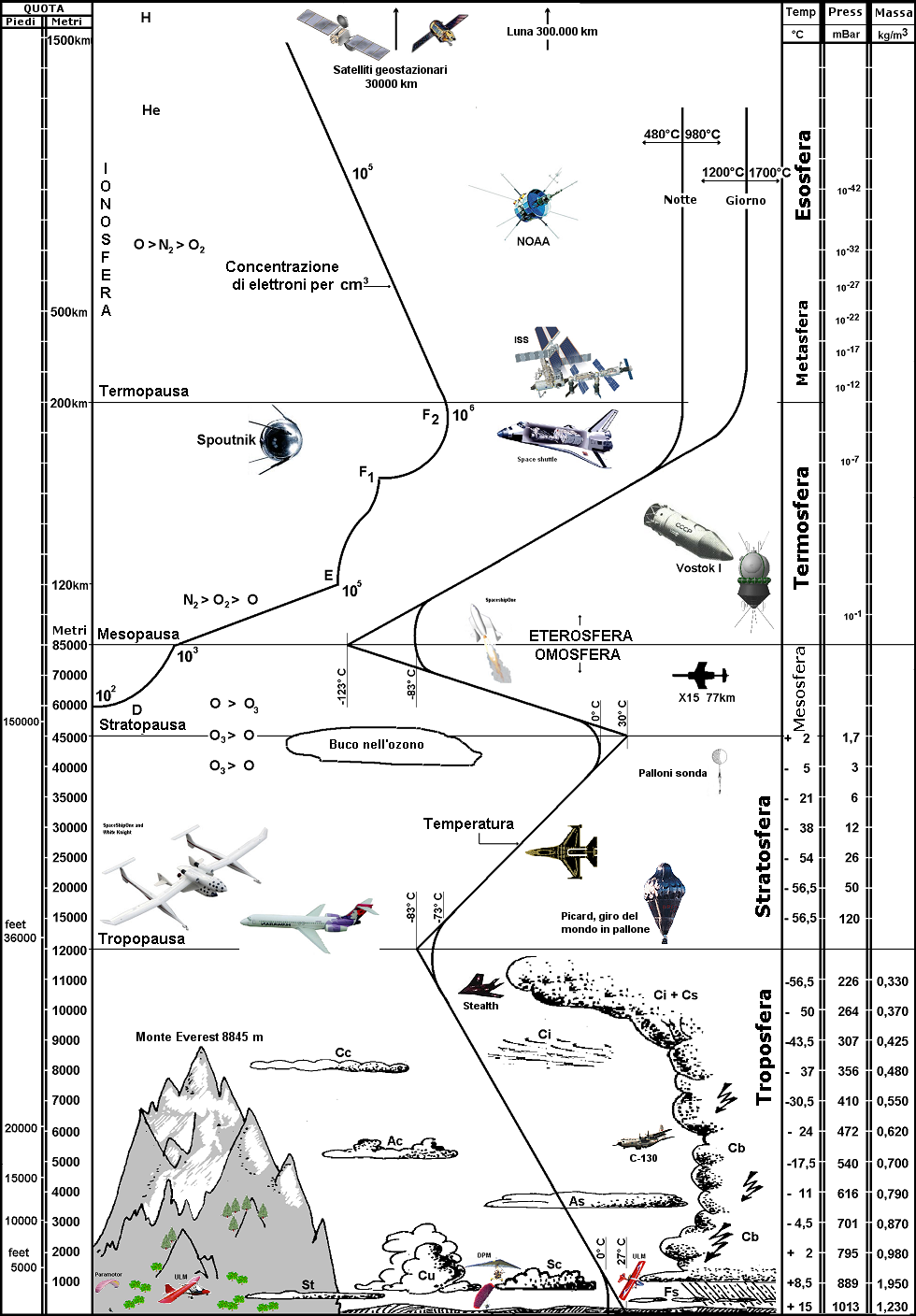
Schema dell'atmosfera terrestre

### Dati tecnici
La massa atmosferica è di circa 5,15×1018 kg, tre quarti della quale è contenuta all'interno dei primi 11 km di altitudine. La pressione atmosferica media al livello del mare, ovvero il peso medio della porzione d'atmosfera soprastante una superficie orizzontale sita al livello del mare diviso l'area di tale superficie, vale 1 013 hPa (1 033 g/cm²). Essa equivale a quella prodotta, alla sua base, da una colonna d'acqua alta poco più di 10 m. Tale valore è adottato come definizione dell'unità di misura della pressione chiamata atmosfera.
Pressione e densità diminuiscono circa esponenzialmente all'aumentare della quota, mentre la variazione della temperatura ha un andamento del tutto particolare, in ragione dell'assorbimento della radiazione solare e di quella terrestre, e secondo la classificazione più utilizzata le inversioni del gradiente termico verticale individuano i confini tra le varie fasce atmosferiche. Il colore blu del cielo è dovuto allo scattering di Rayleigh della componente blu dello spettro visibile della radiazione solare, via via maggiore all'aumentare della densità dell'aria. L'atmosfera terrestre non ha un confine esterno ben definito: essa sfuma lentamente verso lo spazio interplanetario, con il colore che passa progressivamente dall'azzurro al blu, fino al nero intenso del quasi vuoto interplanetario.

### Proprietà fisiche
Lo spessore dell'atmosfera terrestre, in termini di grandezze in uso in fisica delle particelle, può esser espressa come {\displaystyle l\cdot \rho } dove {\displaystyle l} è l'altezza dell'atmosfera e {\displaystyle \rho } è la densità, così da tener in conto quanto materiale effettivo le particelle che attraversano il mezzo incontrano. Nel caso in esame le particelle che viaggiano attraverso l'atmosfera sono i raggi cosmici e lo spessore della stessa è {\displaystyle l\cdot \rho =1035g/cm^{2}}.
Ciò equivale a circa {\displaystyle 27X_{0}} con {\displaystyle X_{0}=36,66g/cm^{2}} lunghezza di radiazione nell'aria e a circa {\displaystyle 11\lambda _{i}} con {\displaystyle \lambda _{i}=90g/cm^{2}} lunghezza d'interazione adronica, definita come interazione di un protone con l'aria.

### Composizione

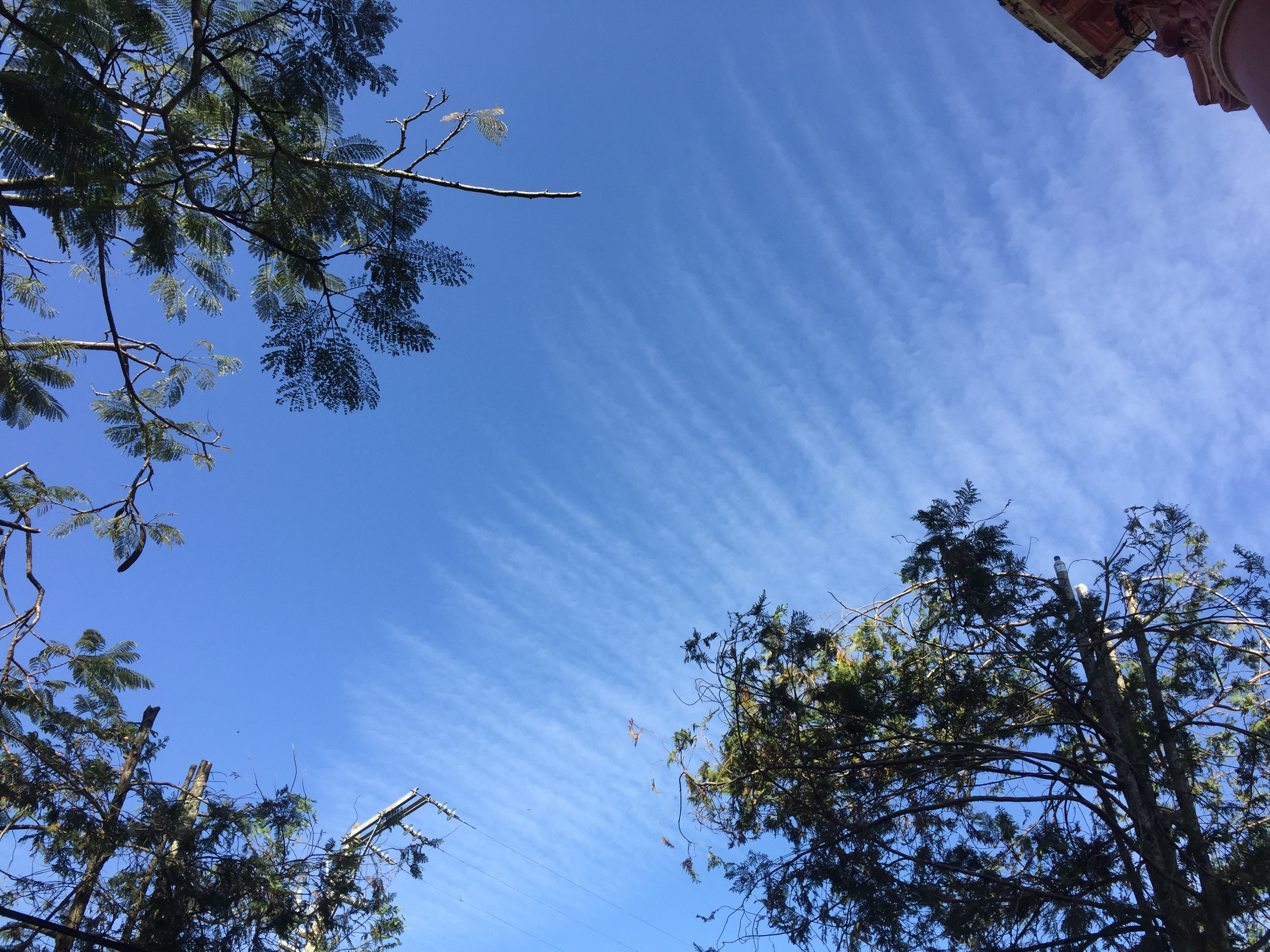
Atmosfera vista dal suolo

Tralasciando la presenza nell'atmosfera terrestre di polveri, aerosol e inquinanti di origine antropogenica, essa può essere considerata come una miscela di gas che, nel caso dell'aria secca, cioè priva di vapore acqueo, ha la seguente composizione chimica media al suolo (le percentuali indicate sono in volume):
- Azoto (N2): 78,084%
- Ossigeno (O2): 20,946%
- Argon (Ar): 0,934%
- Anidride carbonica (CO2): 0,0423% (423 ppm)[4]
- Neon (Ne): 0,0018% (18 ppm)
- Elio (He): 0,000524% (5 ppm)
- Metano (CH4): 0,00016% (2 ppm)
- Kripton (Kr): 0,000114% (1,1 ppm)
- Idrogeno (H2): 0,00005% (0,5 ppm)
- Xeno (Xe): 0,0000087% (0,08 ppm).

██ azoto (78,084%)
██ ossigeno (20,946%)
██ anidride carbonica (0,0407%)
██ Altri (0,9293%)
A tali gas si aggiunge il vapore acqueo (H2O), la cui percentuale è piuttosto variabile (dallo 0% al 6%), con una media dello 0,33%, e l'ozono (O3), con concentrazione intorno allo 0,000004% (0,04 ppm). Sono anche presenti, in tracce, ossidi di azoto (NO, NO2; N2O), monossido di carbonio (CO), ammoniaca (NH3), biossido di zolfo (SO2) e solfuro di idrogeno (H2S).
Non tutti gli strati hanno le stesse concentrazioni di gas: ad esempio il vapore acqueo è presente quasi soltanto nella troposfera, lo strato più basso, ed è praticamente assente nella termosfera e nell'esosfera, che viceversa contengono quasi tutto l'elio e l'idrogeno. La concentrazione del vapore acqueo in troposfera inoltre non è costante, ma varia anche sensibilmente da luogo a luogo e nel tempo in conseguenza del variare del tempo atmosferico ovvero attraverso i processi di evaporazione e condensazione, tappe intermedie del ciclo dell'acqua. L'ozono è contenuto in massima parte nella stratosfera in cui costituisce un importante strato: l'ozonosfera. La composizione dei gas dell'atmosfera non è sempre stata quella attuale, ma durante la storia della Terra è considerevolmente variata.

### Maree atmosferiche
Le maree atmosferiche di maggior importanza sono prevalentemente generate nella troposfera e nella stratosfera dove l'atmosfera è periodicamente scaldata in seguito all'assorbimento della radiazione solare da parte del vapore acqueo e dell'ozono. Le maree generate sono poi in grado di propagarsi da queste regioni e di salire fino alla mesosfera e alla termosfera. Le maree atmosferiche possono essere misurate come fluttuazioni regolari nel vento, nella temperatura, nella densità e nella pressione. Nonostante le maree atmosferiche abbiano molto in comune con le maree oceaniche si distinguono da queste ultime per due caratteristiche chiave:
- sono innanzitutto provocate dal riscaldamento dell'atmosfera da parte del Sole, mentre quelle degli oceani sono prevalentemente provocate dal campo gravitazionale lunare. Ciò significa che la maggior parte delle maree atmosferiche hanno periodi di oscillazione legati alla durata di 24 ore del giorno solare, mentre quelle oceaniche hanno periodi più lunghi legati al giorno lunare (tempo tra due transiti lunari successivi) quantificabile in circa 24 ore e 51 minuti.
- si propagano in un'atmosfera dove la densità varia in modo significativo con l'altitudine. Una conseguenza di ciò è che le loro ampiezze crescono esponenzialmente quando la marea sale in regioni progressivamente più rarefatte dell'atmosfera. Al contrario, la densità degli oceani varia solo leggermente in relazione alla profondità, e quindi le maree non variano necessariamente in ampiezza relativamente alla profondità.

Si noti che nonostante il calore solare sia responsabile della maggior ampiezza delle maree atmosferiche, i campi gravitazionali del Sole e della Luna provocano anch'essi maree atmosferiche. Come per gli oceani, le maree atmosferiche generate dal campo gravitazionale lunare sono molto più ampie di quelle generate dal campo solare (difatti, le seconde possono essere considerate trascurabili). A livello del suolo, le maree atmosferiche possono essere localizzate come oscillazioni lievi, ma regolari della pressione superficiale con periodi di 24 e 12 ore. Tuttavia, a maggiori altitudini, le ampiezze delle maree diventano molto grandi. Nella mesosfera (altezza di ~ 50 – 100 km) le maree atmosferiche possono raggiungere velocità di 50 m/s e sono spesso la maggior causa di movimento dell'atmosfera.

## Suddivisione: strati atmosferici

Strati atmosferici

In primo luogo si è soliti suddividere l'atmosfera in tre distinte fasce in base alla sua composizione chimica:
- l'omosfera compresa tra il suolo e i 100 km di quota dove la composizione chimica media si mantiene pressoché costante[1] a causa dei continui moti di rimescolamento verticale cui è sottoposta. È costituita principalmente da azoto, ossigeno e argon.[5] Nell'omosfera è contenuta il 99,999% della massa dell'intera atmosfera.[5]
- l'eterosfera al di sopra dei 100 km di quota, dove si trova un'alta concentrazione di ossigeno atomico (O), prodotto a seguito di fenomeni di fotolisi;[5]
- l'esosfera, dove prevale la condizione di equilibrio diffusivo, in virtù del quale la composizione chimica varia con la quota con sempre maggior presenza di gas leggeri quali elio e idrogeno[5] fino a sfumare nel quasi-vuoto interplanetario.

Si è soliti inoltre suddividere l'atmosfera terrestre anche in base all'andamento in funzione della quota dei suoi parametri principali, tra tutti la temperatura.

### Troposfera

Gli strati dell'atmosfera terrestre

È lo strato in cui si verificano quasi tutti i fenomeni meteorologici e contiene l'80% della massa gassosa totale e il 99% del vapore acqueo: l'aria della troposfera è riscaldata dalla superficie terrestre ed ha una temperatura che diminuisce con l'altitudine fino ai circa −55 °C della tropopausa. L'aria degli strati più bassi, che tende a salire, genera grandi correnti convettive da cui hanno origine venti equatoriali costanti (gli alisei); questo effetto si unisce al cosiddetto "effetto Coriolis" dovuto alla rotazione terrestre, generando il resto della circolazione atmosferica e le perturbazioni atmosferiche.
La troposfera ha uno spessore variabile a seconda della latitudine: ai poli è spessa mediamente 8 km mentre 20 km all'equatore. La pressione atmosferica decresce con l'altitudine secondo una legge in prima approssimazione esponenziale; oltre i 7–8 km di quota la pressione è tanto bassa che non è più possibile respirare senza l'uso di maschere collegate a bombole di ossigeno. Salendo in quota oltre i 5 km, oltre a pressione e temperatura, diminuisce anche il contenuto di vapore acqueo dell'aria, mentre per quote inferiori ai 5 km l'umidità aumenta con la distanza dal suolo. A un certo punto la temperatura si stabilizza a −55 °C circa: è la tropopausa, la zona di transizione fra troposfera e stratosfera.
La parola troposfera deriva dal greco τρόπος (trópos) che significa "variazione, cambiamento" proprio perché all'interno di questa sfera si trovano tutti quei moti d'aria verticali e orizzontali che rimescolano l'atmosfera stessa e che caratterizzano il mutevole tempo atmosferico.
La troposfera è inoltre il luogo della vita oltre che dei fenomeni meteorologici: tutte le piante e tutti gli esseri viventi vivono in essa utilizzando alcuni dei gas che la costituiscono, oltre a beneficiare della radiazione solare incidente.

### Stratosfera
È lo strato atmosferico che sta al di sopra della troposfera e arriva a un'altezza di 50–60 km. Qui avviene un fenomeno chiamato inversione termica: mentre nella troposfera la temperatura diminuisce con l'altezza, nella stratosfera aumenta, fino alla temperatura di 0 °C. Questo fenomeno è dovuto alla presenza di uno strato di ozono (molecola di ossigeno triatomica), l'ozonosfera, che assorbe la maggior parte delle radiazioni solari ultraviolette (UV) (circa il 99%). In alcuni punti dell'ozonosfera lo strato di ozono si è assottigliato (fenomeno del buco nell'ozono, scoperto nella zona antartica) al punto tale che non offre più un'efficace protezione ai raggi ultravioletti che, in queste condizioni, riescono a raggiungere in grande quantità il suolo terrestre.
Questi raggi causano seri danni ai vegetali e in generale a tutti gli esseri viventi. I danni all'uomo possono essere tumori alla pelle e cecità, a causa di danni irreversibili alla retina. Nella stratosfera le componenti sono sempre più rarefatte, il vapore acqueo e il pulviscolo atmosferico diminuiscono; esistono ancora alcuni rari fenomeni meteorologici e certi particolari tipi di nubi (ad esempio le nubi madreperlacee).

### Mesosfera
In questa zona, che va dai 50 ai 90 km di quota, l'atmosfera non subisce più l'influsso della superficie terrestre ed è costante a tutte le latitudini. Essa è caratterizzata da una accentuata rarefazione degli elementi gassosi e da un graduale aumento di quelli più leggeri a scapito di quelli più pesanti. In questa parte dell'atmosfera la temperatura riprende a diminuire con l'altezza e raggiunge il valore minimo, variabile tra i −70 e i −90 °C, intorno agli 80 km; a questa quota si possono osservare a volte le nubi nottilucenti, costituite probabilmente di cristalli di ghiaccio e minutissime polveri: esse sono visibili durante l'estate, al crepuscolo e si presentano come nubi sottili e brillanti, intensamente illuminate dagli ultimi raggi del Sole. L'osservazione di queste nubi mostra che nell'alta mesosfera esiste un complesso sistema di correnti aeree, ad andamento variabile, che dovrebbero raggiungere velocità fino a 300 km/h.
Connesse a questi moti sono le variazioni di altezza della mesopausa, come avviene anche nella tropopausa e nella stratopausa. In queste condizioni i gas si stratificano per diffusione e la composizione chimica media dell'aria inizia a variare con la quota. Il biossido di carbonio scompare rapidamente, il vapore acqueo ancora più in fretta e anche la percentuale di ossigeno inizia a diminuire con la quota. Aumentano le percentuali di gas leggeri come elio e idrogeno. L'effetto riscaldante dell'ozono è terminato e la temperatura diminuisce sempre più con la quota fino a stabilizzarsi al limite superiore della mesosfera (−80 °C nella mesopausa).
In questo strato hanno origine le "stelle cadenti", cioè i piccoli meteoriti che di solito non riescono a raggiungere la superficie terrestre e bruciano prima di raggiungere la Terra, lasciando scie luminose. Oltre la mesopausa, alla quota di circa 100 km, l'aria è tanto rarefatta da non opporre una resistenza tangibile al moto dei corpi, e diventa possibile muoversi con il moto orbitale. Per questo motivo, in astronautica la mesosfera viene considerata il confine con lo spazio interplanetario.

### Termosfera
La termosfera è lo strato successivo alla mesosfera. La temperatura, dopo l'abbassamento avvenuto nella mesosfera, torna a crescere con la quota. Alcuni dati sperimentali affermano che a un'altezza di circa 300 km la temperatura sarebbe di 1 000 °C. Paradossalmente gli astronauti che si trovano a questa altezza necessitano di indossare delle tute riscaldate per non morire di freddo nonostante il gas circostante abbia una temperatura superiore a quella della tuta e quindi le ceda calore. Questo perché a causa della ridotta densità del gas, la quantità di calore che questo è in grado di fornire alla tuta è nettamente inferiore a quella che la tuta perde per irraggiamento.

### Ionosfera

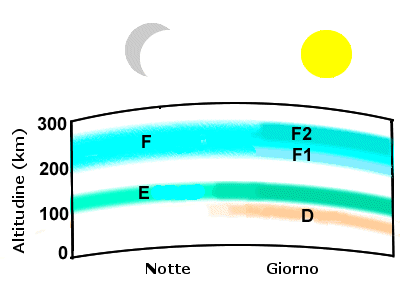
Strati della ionosfera

La ionosfera è lo strato di atmosfera in cui i gas atmosferici sono fortemente ionizzati: è costituita dagli strati esterni dell'atmosfera, esposti alla radiazione solare diretta che strappa gli elettroni dagli atomi e dalle molecole. Contiene, nel suo insieme, una frazione minima della massa gassosa atmosferica, circa l'1% solamente (è estremamente rarefatta), ma ha uno spessore di alcune centinaia di chilometri e assorbe buona parte delle radiazioni ionizzanti provenienti dallo spazio. La temperatura in questo strato sale con l'altitudine, per l'irraggiamento solare, e arriva ai 1 700 °C al suo limite esterno.
Ha una struttura a bande, divise durante il giorno dalla forte radiazione solare che ionizza preferenzialmente gas diversi a quote diverse: durante la notte alcune di queste bande si fondono insieme, aumentando la riflettività radio della ionosfera. Al confine fra mesosfera e ionosfera hanno luogo le aurore polari. La composizione chimica è ancora simile a quella media, con una predominanza di azoto e ossigeno, ma cambia sempre più con l'altitudine. A circa 550 km di quota, questi due gas cessano di essere i componenti principali dell'atmosfera, e vengono spodestati da elio e idrogeno. La ionosfera riveste una grande importanza nelle telecomunicazioni perché è in grado di riflettere le onde radio, aiutandole a propagarsi oltre la portata visibile: tra i 60 e gli 80 km vengono riflesse le onde lunghe, tra i 90 e i 120 le onde medie, tra i 200 e i 250 le onde corte, tra i 400 e i 500 km le onde cortissime.

### Esosfera
È la parte più esterna dell'atmosfera terrestre, dove la composizione chimica cambia radicalmente. L'esosfera non ha un vero limite superiore sfumando progressivamente verso lo spazio interplanetario e arrivando a comprendere parte delle fasce di van Allen. I suoi costituenti, come già detto, sono perlopiù idrogeno ed elio, in maggioranza particelle del vento solare catturate dalla magnetosfera terrestre (l'idrogeno qualora emesso dalla Terra non raggiunge tale altezza: si ossida in acqua perlomeno raggiunta l'ozonosfera).
Tramite metodi di osservazione indiretti e da calcoli teorici si ricava che la temperatura dell'esosfera aumenta con l'altezza fino a raggiungere, se non addirittura superare, i 2 000 °C (di temperatura cinetica). A causa di questa temperatura, alcune delle molecole presenti raggiungono la velocità di fuga terrestre (11,2 km/s) e sfuggono dall'atmosfera, perdendosi nello spazio.
Lo strato più esterno e rarefatto che fa parte dell'esosfera è detto geocorona e si potrebbe estendere fino ai 630 000 km.

## Storia ed evoluzione
L'attuale composizione chimica dell'atmosfera è il risultato di un'evoluzione della stessa sin dai tempi primordiali: l'attività vulcanica, la fotosintesi, l'azione della radiazione solare, i processi ossidativi e l'attività microbica hanno modificato nel tempo la composizione fino al raggiungimento dell'equilibrio attuale. La prima atmosfera creatasi intorno al pianeta Terra durante la sua formazione era probabilmente costituita dai gas presenti nella nebulosa che ha dato origine al sistema solare, attratti dalla forza di gravità del neonato pianeta. Questa atmosfera doveva essere costituita principalmente da idrogeno (H2), insieme con altri gas come vapore acqueo (H2O), metano (CH4) e ammoniaca (NH3). Dal momento in cui il vento solare del neonato Sole ha spazzato via quel che rimaneva della nebulosa solare, però, con ogni probabilità questa atmosfera primaria è stata spazzata via anch'essa.
La seconda atmosfera del nostro pianeta potrebbe essersi formata dai gas rilasciati, tramite reazioni chimiche, dai materiali solidi che componevano il neonato pianeta Terra. Se la miscela di gas rilasciati era simile a quella rilasciata dal magma durante le eruzioni vulcaniche, questa atmosfera primordiale avrebbe dovuto essere composta principalmente da vapore acqueo (H2O), azoto (N2) e anidride carbonica (CO2). Modelli alternativi, basati sullo studio dei gas rilasciati dall'impatto dei meteoriti sulla Terra in formazione, portano a descrivere un'atmosfera primordiale composta da metano (CH4), idrogeno (H2), vapore acqueo (H2O), azoto (N2) e ammoniaca (NH3).
In seguito al grande impatto che, secondo le teorie più accreditate, ha dato origine alla Luna, l'atmosfera terrestre deve aver subito notevolissimi cambiamenti. Molte rocce provenienti sia dalla Terra sia dal corpo impattante evaporarono, e questo vapore andò ad aggiungersi ai gas presenti nell'atmosfera terrestre per molti anni. Il raffreddamento a seguito del grande impatto portò le sostanze a più alto punto di ebollizione a condensare, formando un oceano di magma sovrastato da un'atmosfera ricca di idrogeno (H2), monossido di carbonio (CO), vapore acqueo (H2O) e anidride carbonica (CO2). Successivamente, con l'abbassarsi della temperatura, l'oceano di magma si solidificò, e anche il vapore acqueo poté condensare e formare gli oceani, al di sotto di una densa atmosfera di anidride carbonica. Questa, col passare del tempo, reagì con le rocce dei fondali oceanici formando carbonati, che vennero via via subdotti dall'attività tettonica. Nel giro di 20 - 100 milioni di anni dall'impatto, la maggior parte dell'anidride carbonica presente sarebbe così stata sequestrata all'interno del mantello.
Nell'eone Archeano, l'atmosfera era probabilmente composta da azoto (N2) e circa 10% di anidride carbonica (CO2), insieme vapore acqueo (H2O) e a modeste quantità (0,1% o più) di idrogeno (H2). Con l'avvento della vita e in particolare della metanogenesi, l'idrogeno è stato via via sostituito con metano (CH4), fino a una concentrazione di almeno lo 0,1%. Il metano e l'anidride carbonica, attraverso l'effetto serra, avrebbero garantito una temperatura superficiale della Terra abbastanza alta da permettere agli oceani di rimanere liquidi, nonostante il Sole fosse meno luminoso di oggi.
Fino a 2,45 miliardi di anni fa l'atmosfera terrestre era priva di ossigeno (O2): la sua presenza nell'atmosfera moderna è dovuta alla fotosintesi operata inizialmente da cianobatteri, ai quali si sono poi aggiunte le alghe e le piante. Man mano che i primi organismi fotosintetici liberavano ossigeno, questo andava a ossidare le rocce della superficie terrestre. Una volta esaurite le sostanze facilmente ossidabili, l'ossigeno ha iniziato ad accumularsi nell'atmosfera terrestre, inizialmente in modeste quantità, poi (a partire da 850 milioni di anni fa) la concentrazione di ossigeno è salita (con diverse fluttuazioni) fino ai valori attuali. L'avvento dell'ossigeno atmosferico, 2,45 miliardi di anni fa, ha probabilmente provocato l'ossidazione del metano atmosferico, e la conseguente diminuzione dell'effetto serra potrebbe aver provocato la glaciazione uroniana.